# Harry Kaiser
Harry Kaiser (* 19. Jahrhundert; † 20. Jahrhundert) war ein US-amerikanischer Radrennfahrer und nationaler Meister im Radsport.

## Sportliche Laufbahn
Kaiser war im Bahnradsport aktiv. Bei den Bahnradsport-Weltmeisterschaften 1912 in Newark (New Jersey) gewann er bei Sieg von Donald McDougall die Silbermedaille im Sprint der Amateure. 1914 gewann er die nationale Meisterschaft im Sprint der Amateure.
Von 1914 bis 1925 war er Berufsfahrer. Kaiser bestritt eine Reihe von Sechstagerennen. 1920 siegte er im Sechstagerennen von New York mit Ray Eaton als Partner.